# Дева (город)
Де́ва (рум.  Deva, венг.  Déva, нем.  Diemrich) — город в Румынии.

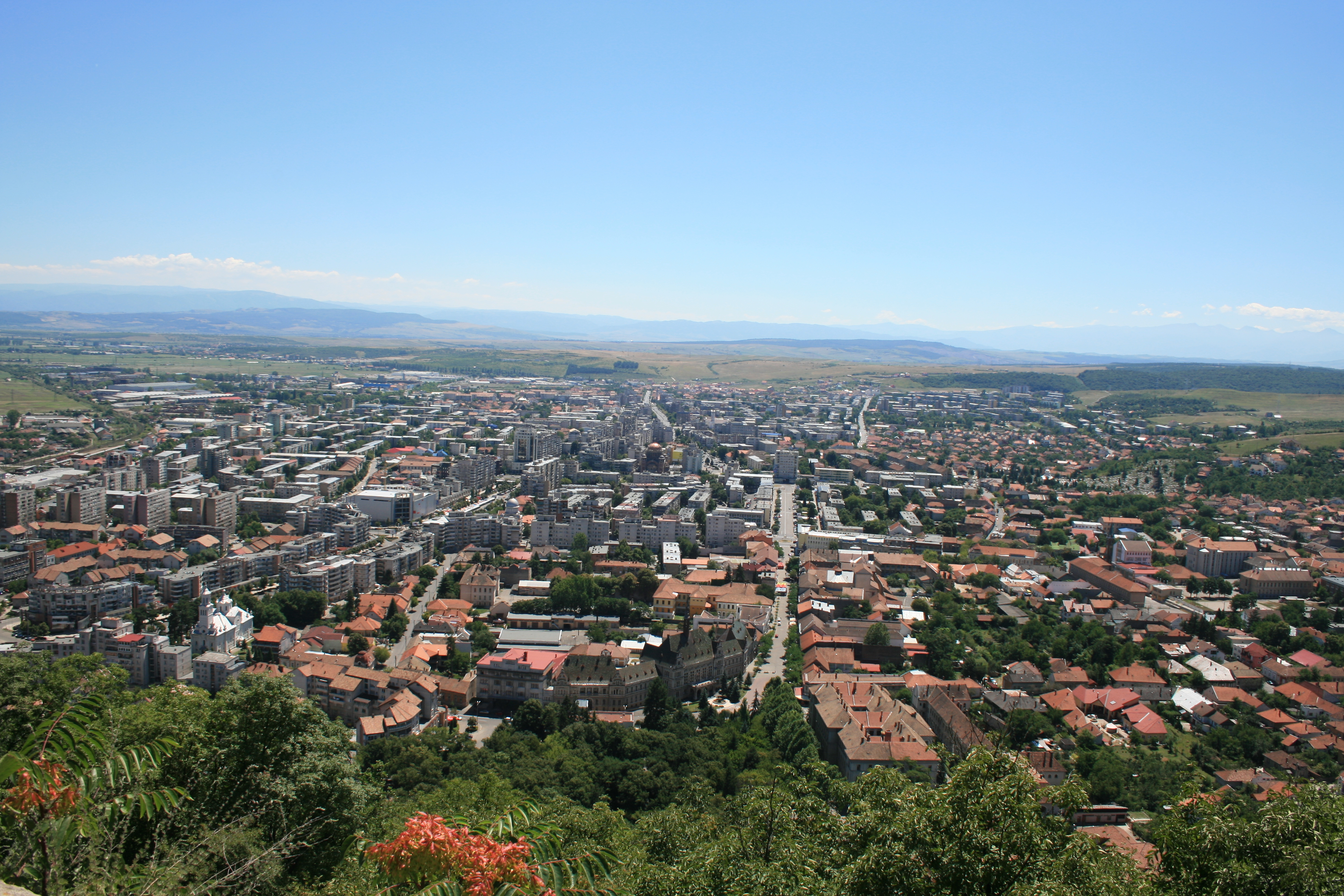
Вид на город из замка Дева

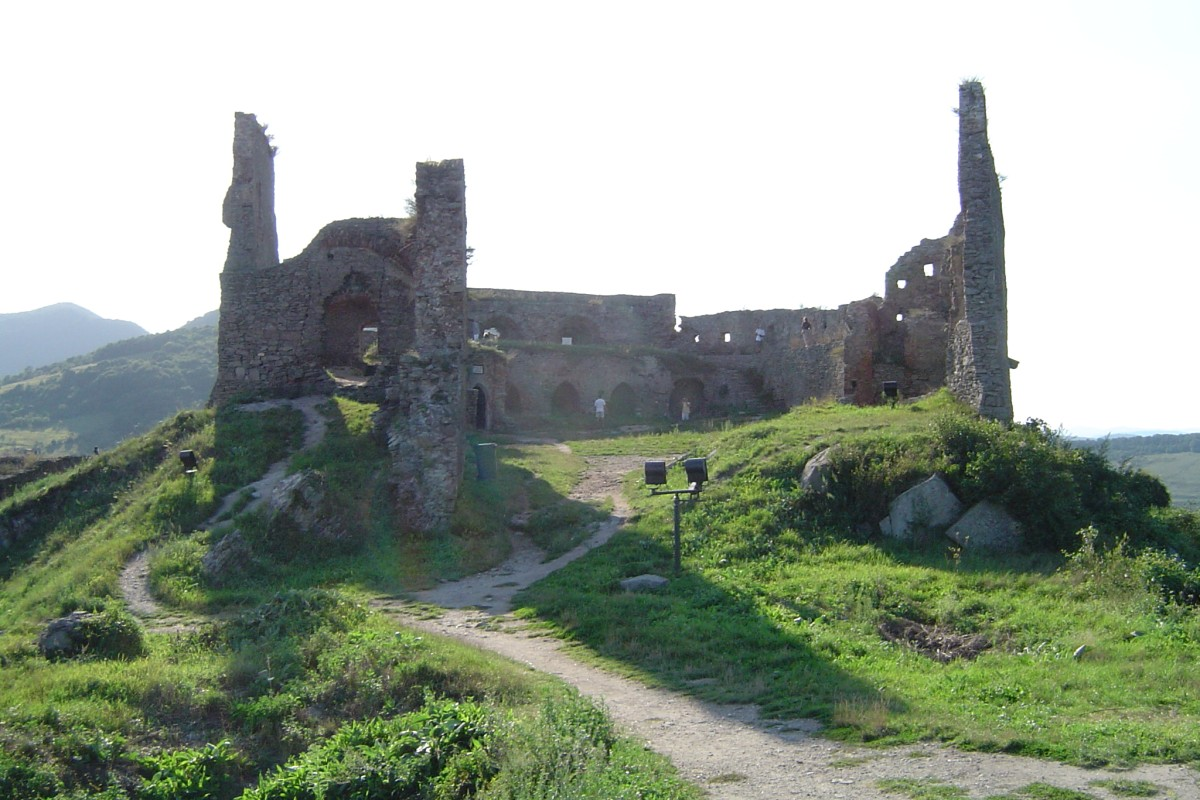
Руины замка Дева

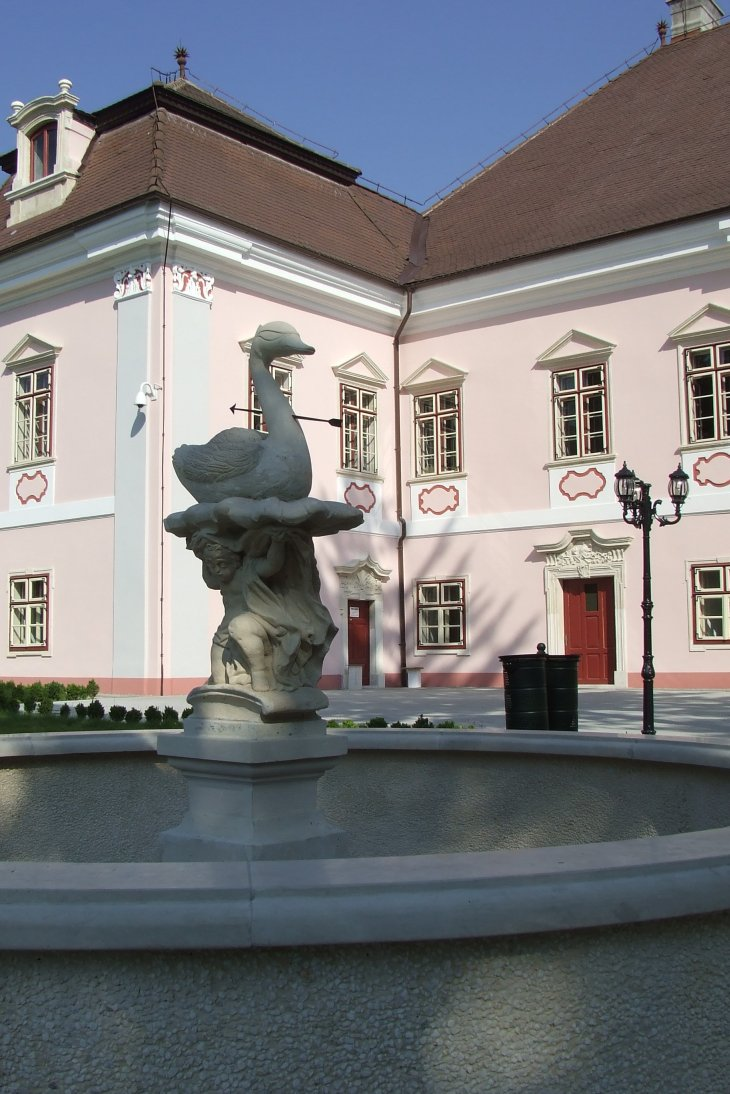
Замок князя Бетлена

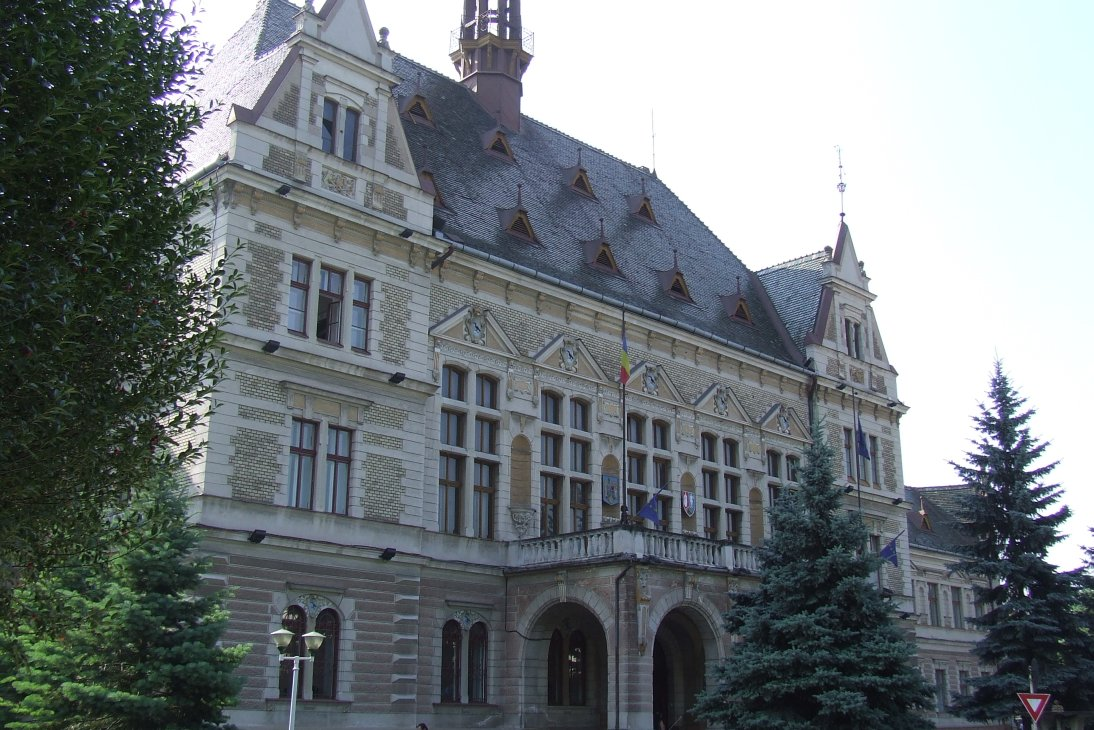
Здание префектуры города Дева

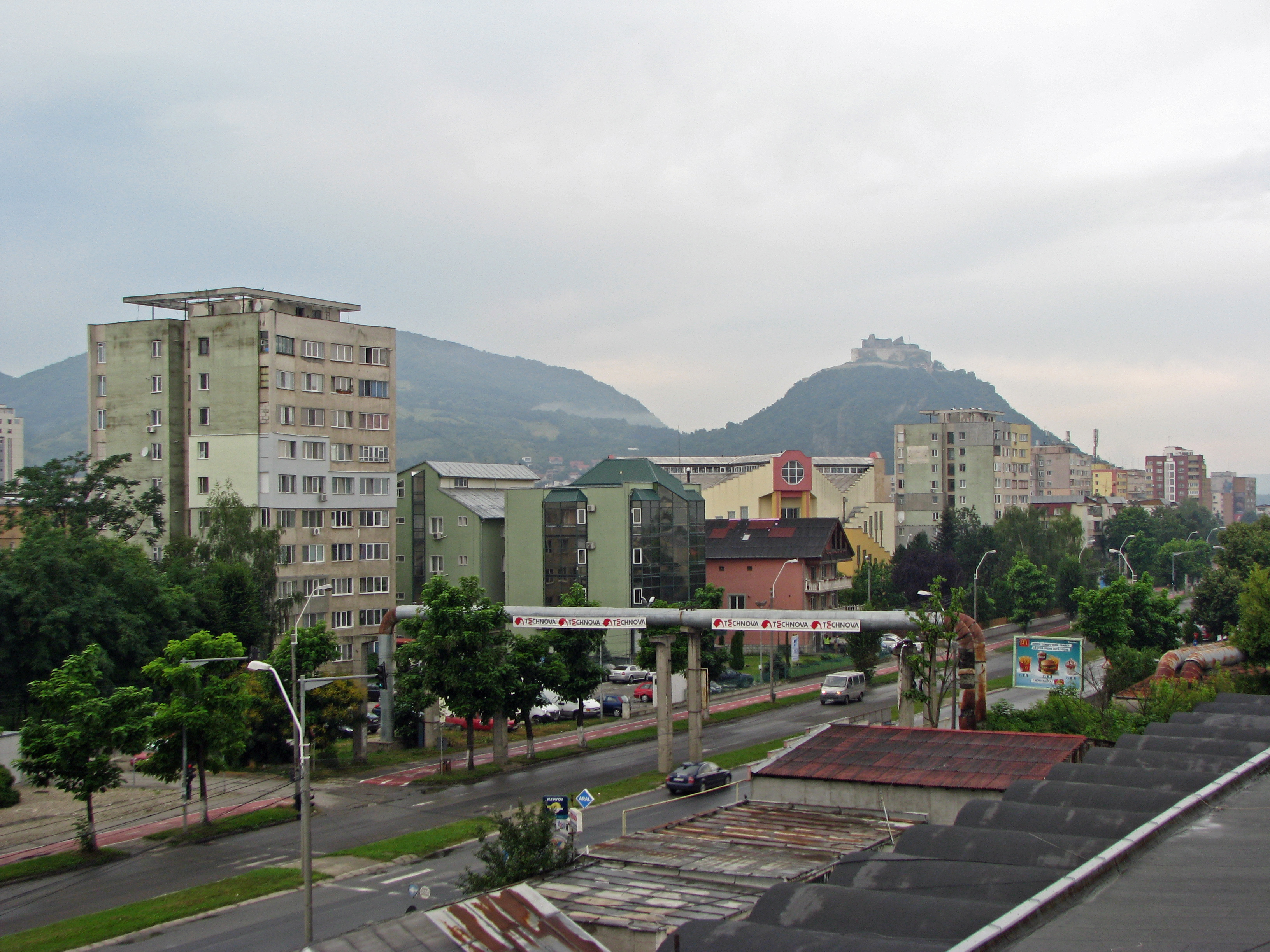
Дева, улица Зарандулуй

Дева — административный центр провинции Хунедоара в регионе Трансильвания. Город расположен на левом берегу реки Муреш на высоте 187 м, на южной окраине Карпатских отрогов — Западно-Румынских гор в западной Румынии.
Соседние населённые пункты: Алба-Юлия, Сибиу, Хунедоара, Карансебеш, Арад.

## История
Название «Дева» произошло от древнего дакийского слова «дава» (крепость), данное окончание присутствовало в названиях других твердынь даков — Pelendava, Piroboridava, Zargidava. По другой версии, название городу дал II Августов легион, переведённый сюда из города Дева в Британии (нынешний Честер, расположен в Англии, на границе с Уэльсом). Карпатская крепость «Дева» также именовалась Сингидава и Декидава и относилась к римской провинции Дакия. Существуют и иные версии (включая гипотезу о девушках-воительницах, по аналогии с хозяйками замка Девин в Словакии).
Средневековый замок Дева (вокруг которого вырос одноимённый город) был построен на конусообразном холме вулканического происхождения, возвышающемся над позднейшими городскими кварталами. Первое письменное упоминание о нём относится к 1269 году, Когда Иштван V, король Венгрии и князь Трансильвании, пожаловал «королевский замок Дева» графу Чилу (Чалничу). Замок Дева считался одной из мощнейших трансильванских твердынь. В 1273 году под его стенами полководец Петер I Чак (Csák Peter, «Magister Pertrus de genere Chak», представитель венгерского дворянского рода Чак) нанёс жестокое поражение куманам (половцам). В 1307 году Дева получила городской статус. На средневековых картах город Дева фигурирует под именами «Дева», «Деван» и «Димрих».
В годы правления князя Яноша Хуньяди Дева стала важным военным и административным центром Трансильвании. В 1550 году город был частично разрушен турками Османской империи, а затем заново отстроен. 
В 1579 г. в местной тюрьме умер (или был умершвлён) венгерский богослов Ференц Давид. Его тюремщиками были социниане.
В 1621 году трансильванский князь Габор Бетлен перестроил дворец Magna Curia (ставший с той поры «Замком Бетлена») в стиле Ренессанс.
В 1705 году Деву взяли Куруцы, восставшие против тирании Габсбургов. С ноября 1705-го по 22 февраля 1706 года комендантом Девы был Андраш Чаки (Csáky András), представитель одной из ветвей венгерского рода Чак.
В 1711—1712 годах Дева стала прибежищем для болгар-католиков, участников Чипровского восстания 1688 года против турок. В Деву болгарские эмигранты перебрались уже из Валахии (где они поселились около 1700 года). В 1716 году в Деве проживали 51 болгарская семья и 3 францисканских монаха. В 1721 году в Деве проживала уже 71 болгарская семья. На короткое время Дева получила прозвище «Болгарского города». От Австрийской короны здешние болгарские купцы получили торговые привилегии. В 1724 году болгары основали в Деве францисканский монастырь, получивший известность как «Болгарский монастырь».
В 1738 году население Девы было выкошено эпидемией чумы. И если в дальнейшем убыль венгров и румын была восполнена переселенцами из других комитатов Трансильвании, то болгарская колония «пошла в минус», что засвидетельствовал францисканский монах Блазиус Маринович, окормлявший местных болгар в 1816 году. К концу XIX века в Деве практически не осталось болгарского населения.
В 1849 году Деву взял революционный генерал Юзеф Бем. Во время его отступления произошёл грандиозный пожар. Взрыв пороха в замковом арсенале почти уничтожил средневековую твердыню (её руины имеют статус исторического памятника).
В 1910 году в Деву переселилось около сотни буковинских секеев.
В 2015 году в Деве собрался XIII Всемирный конгресс русинов.

## Экономика и промышленность
Экономика города включает в себя пищевую, горнодобывающую промышленность, в городе находится крупная теплоэлектростанция.
Имеется железнодорожное сообщение.

## Образование и культура
В 1990 году в Деве открыт частный университет экологии и туризма, здесь также есть филиалы университетов городов Тимишоара и Клуж-Напока.
В городе работает театр.
В Деве работает национальный румынский центр женской спортивной и художественной гимнастики.

## Достопримечательности и туризм
- Главная достопримечательность города — вышеупомянутый замок Дева. Ведётся реставрация замка. Территория замка является заповедником. Здесь произрастают редкие виды растений и обитает носатая гадюка.

- Музей в Замке Бетлена.

## Города-побратимы
- Франция: Аррас, Шербур-Октевиль
- Венгрия: Сигетвар
- Китай: Яньчэн

- - Медиафайлы на Викискладе